# クィントゥス・ティトゥリウス・サビヌス
クイントゥス・ティトゥリウス・サビヌス（ラテン語: Quintus Titurius Sabinus、 ? - 紀元前54年）は、共和政ローマの軍人。ガリア戦争においてガイウス・ユリウス・カエサルのレガトゥス（副官）を務めた1人。
紀元前57年にガリア総督カエサルが率いるローマ軍団がベルガエ人の領土であるベルギウム（現在のベルギー）に侵攻した時の副官を務めた。アクソナ川の戦いにおいては、北岸にあるローマ軍陣営（カストラ）を支援するために南岸の陣地を守った。その後の数年間においてもカエサルのガリア平定に従って大きな勲功を挙げた。
紀元前54年、ベルガエ人のエブロネス族の領地において、同僚の副官ルキウス・アウルンクレイウス・コッタ（en）と共に1個軍団と5個コホルス（歩兵大隊）を擁して冬営していた。突如、反旗を翻して蜂起したアンビオリクス率いるエブロネス族らに冬営地を急襲されて、ローマ1個軍団は全滅し、ティトゥリウスは敗死した（アドゥアトゥカの戦い）。
この痛恨事をカエサルは決して忘れず、後にエブロネス族は根絶やしにされたという。